# Johann Büttikofer
Johann Büttikofer (1850-1927) est un zoologiste suisse.
Il est né à Ranflüh dans la vallée d'Emmental et a étudié la biologie à Berne. En 1879, il rejoint l'équipe du « Royal Zoological Museum » de Leyde, dont il est conservateur de 1884 à 1897.
Il participe à deux expéditions au Libéria, la première entre 1879 et 1882, la seconde de 1886 à 1887. En 1893-94, il accompagne celle de Nieuwenhuis dans le centre de Bornéo.
De 1897 à 1924, il fut directeur du Jardin zoologique de Rotterdam. À sa retraite, il s'installe à Berne.

## Liste partielle des publications
- Mededeelingen over Liberia. Resultaten van eene onderzoekingsreis door J. Büttikofer en C.F. Sala in de jaren 1879 - 1882, (1883)
- Reisebilder aus Liberia: Resultate geographischer, naturwissenschaftlicher und ethnographischer Untersuchungen während der Jahre 1879-1882 und 1886-1887, 1890.

## Source
- Traduction de l'article de Wikipédia en langue anglaise.